# 1889 na arte

## Monumentos
- 31 de Março - Inauguração da Torre Eiffel em Paris.

## Nascimentos
| Data           | Nome                    | Profissão                                   | Nacionalidade                              | Observações | Ref |
| -------------- | ----------------------- | ------------------------------------------- | ------------------------------------------ | ----------- | --- |
| 11 de maio     | Paul Nash               | pintor                                      | Reino Unido                                | m. 1946     |     |
| 31 de outubro  | Guilherme de Santa-Rita | pintor                                      | Reino Unido de Portugal, Brasil e Algarves | m. 1918     |     |
| 22 de novembro | Diogo de Macedo         | escultor, museólogo e escritor              | Reino Unido de Portugal, Brasil e Algarves | m. 1959     |     |
| 1 de dezembro  | Heitor Cramez           | pintor e professor                          | Reino Unido de Portugal, Brasil e Algarves | m. 1967     |     |
| 2 de dezembro  | Anita Malfatti          | pintora, desenhista, gravadora e professora | Brasil                                     | m. 1964     |     |
| ??             | Armando Basto           | pintor, caricaturista, escultor e decorador | Reino Unido de Portugal, Brasil e Algarves | m. 1923     |     |

## Mortes
| Data | Nome | Profissão | Nacionalidade | Observações | Ref |
| ---- | ---- | --------- | ------------- | ----------- | --- |